# Загоєння ран
Загоєння рани — процес, при якому шкіра або інші тканини відновлюються після ушкоджень.Відновлюються?[джерело?] У непошкодженій шкірі епідерміс (поверхневий шар) і дерма (більш глибокий шар) утворюють захисний бар'єр проти впливу зовнішнього середовища. Після руйнування цього бар'єру, ініціюється низка біохімічних процесів, спрямованих на відновлення шкірних покривів.
| Рана руки                        |   |    |    |
|                                  |   |    |    |
| Приблизно днів після пошкодження |   |    |    |
| 0                                | 3 | 17 | 30 |

Ці процеси поділяють на кілька стадій: зсідання крові (гемостаз), запалення, зростання тканин і видозміна тканин. Зсідання крові може розглядатися не як окрема стадія, а як частина стадії запалення.

## Стадії
- Гемостаз (зсідання крові): впродовж кількох хвилин після пошкодження тромбоцити, що знаходяться в крові, починають прикріплятися в місці пошкодження. При цьому тромбоцити активуються, що викликає виникнення декількох явищ. Вони набувають аморфний вид, що більш пристосований до процесу зсідання, і подають хімічні сигнали, що сприяють зсіданню. Це призводить до активізації фібрину, який утворює сітку (матрикс) і відіграє роль клею, пов'язуючи тромбоцити один з одним. В результаті утворюються тромби, які перекривають пошкодження кровоносних судин, запобігаючи подальшій кровотечі[4][5].
- Запалення: протягом цієї фази пошкоджені і мертві клітини вичищаються, разом з хвороботворними мікроорганізмами та їх фрагментами. Це відбувається за допомогою процесу фагоцитозу, коли білі кров'яні тільця поглинають ці біологічні об'єкти. Одночасно в рану виділяються тромбоцитарні чинники зростання, що обумовлює переміщення і поділ клітин під час проліферативної фази.
- Проліферація (зростання нової тканини): На цій стадії відбувається ангіогенез, осадження колагену, формування грануляційної тканини, епітелізація і скорочення рани[6]. При ангіогенезі ендотеліальні васкулярні клітини утворюють нові кровоносні судини[7]. При фіброплазії і формуванні грануляційної тканини ростуть фібропласти і утворюють попередній позаклітинний матрикс (ECM) за допомогою синтезу колагену і фібронектину.
- Дозрівання і перебудова (повне загоєння): На цій стадії відбувається видалення надлишку колагену і тимчасового матриксу тканинними ферментами, клітини запалення залишають рану. При дозріванні рубця виникає рівновага між процесами руйнування тимчасового матриксу і синтезу колагену. З одного боку, фібробласти синтезують колаген, скорочувальні білки і позаклітинний матрикс, з іншого фібробласти, огрядні клітини, ендотеліоцити і макрофаги виділяють ряд ферментів (матриксні металопротеїнази), необхідні для руйнування і перебудови. Рівновага між цими протеїназами та їх тканинними інгібіторами відіграє важливу роль у відновленні пошкодженої тканини.

## Класифікація
За І. В. Давидовським виділяють такі види загоєння ран:[джерело?]
1. Безпосереднє закриття дефекту епітеліального покриву;
2. Загоювання під струпом;
3. Загоєння первинним натягом;
4. Загоєння вторинним натягом, або через нагноєння;

- Безпосереднє закриття дефекту епітеліального покриву — це найпростіше загоєння, полягає в наповзанні епітелію на поверхневий дефект і закриття його епітеліальним шаром.
- Загоювання під струпом — спостережуване на рогівці і слизових оболонках, стосується дрібних дефектів на поверхні яких швидко виникає скоринка (струп) зі згорнутої крові і лімфи; епідерміс відновлюється під скоринкою, яка відпадає через 3—5 діб після поранення.
- Загоєння первинним натягом (лат. per primamm intentionem) — спостерігається в ранах з ураженням не тільки шкіри, але і нижньої тканини, причому краї рани рівні. Рана заповнюється згустками крові, що оберігає краї рани від дегідратації і інфекції. Під впливом протеолітичних ферментів нейтрофілів відбувається частковий лізис згустка крові, тканинного детриту. Нейтрофіли гинуть, на зміну їм приходять макрофаги, які фагоцитують еритроцити, залишки пошкодженої тканини; в краях рани виявляється гемосидерин. Частина вмісту рани видаляється в перший день поранення разом з ексудатом самостійно або при обробці рани — первинне очищення. На 2—3-ю добу в краях рани з'являються фібробласти, що ростуть назустріч один одному та новостворені капіляри, з'являється грануляційна тканина, пласт якої при первинному натягу не досягає великих розмірів. До 10—15-ї доби вона повністю дозріває, рановий дефект епітелізується й рана гоїться ніжним рубчиком. У хірургічній рані загоєння первинним натягом прискорюється у зв'язку з тим, що її краї стягуються нитками шовку або кетгуту, навколо яких накопичуються розсмоктуючі їх гігантські клітини сторонніх тіл, що не заважають загоєнню.
- Загоєння вторинним натягом(лат. per secundam intentionem), або загоєння через нагноєння (або загоєння за допомогою гранулювання — лат. per granulationem), спостерігається зазвичай при великих пораненнях, що супроводжуються розтрощенням і змертвінням тканин, проникненні в рану сторонніх тіл, мікробів. На місці рани виникають крововиливи, травматичний набряк країв рани, швидко з'являються ознаки демаркаційного гнійного запалення на кордоні зі змертвілою тканиною, розплавлення некротичних мас. Протягом перших 5—6 діб відбувається відторгнення некротичних мас — вторинне очищення рани, і в краях рани починає розвиватися грануляційна тканина. Грануляційна тканина, яка заповнює рану, складається з 6 перехідних один в одного шарів: поверхневого лейкоцитно-некротичного шару, поверхневого шару судинних петель, шару вертикальних судин, дозріваючого шару, шару горизонтально розташованих фібробластів, фіброзного шару. Дозрівання грануляційної тканини при загоєнні рани вторинним натягом супроводжується регенерацією епітелію. Однак при цьому виді загоєння рани на місці її завжди утворюється рубець.

## Фактори, що впливають на загоєння ран
Діляться на два типи: місцеві і загальні.

### Місцеві фактори
- Волога; підтримання рани вологою, уникаючи її висушування, прискорює загоєння і зменшує біль в рані.
- Набряк
- Іонізуюче випромінювання
- Ішемія і некроз
- Сторонні тіла; гострі, дрібні сторонні предмети можуть проникати через шкірні покриви, залишаючи лише невеликі поверхневі ушкодження, але викликаючи при цьому серйозні травми внутрішніх структур (внутрішні кровотеча, інфікування і так далі).
- Низький тиск кисню
- Перфузія

### Загальні фактори
- Запалення
- Вік; в осіб молодого та середнього віку, процес загоєння ран відбувається значно швидше, ніж у осіб похилого віку (понад 60 років). Затримка загоювання ран у людей похилого та старечого віку пов'язана головним чином з уповільненням відповідної запальної реакції організму.
- Харчування; недоїдання або дефіцит поживних речовин чинить істотний вплив на процес загоєння ран, після травми або хірургічного втручання.
- Порушення обміну речовин
- Імуносупресія
- Захворювання сполучної тканини
- Цукровий діабет; у людей хворих на цукровий діабет, знижена здатність організму до регенерації і загоєння ран через важкі порушення фізіо-метаболічних процесів. Крім того, такі люди схильні до розвитку хронічної діабетичної виразки стопи, серйозного ускладнення діабету, яке вражає 15 % діабетиків і у 84 % випадках є головною причиною ампутацій нижніх кінцівок.
- Куріння; куріння загальмовує швидкість процесу загоєння ран, особливо в проліферативній і запальній фазах, а також збільшує ймовірність ускладнень.
- Алкоголь; вживання алкоголю погіршує процес загоєння ран, а також збільшує ризик інфікування.

## Ускладнення
Основних ускладнень багато:
- Неповне рубцювання; призводить до розбіжності або розриву рубця через порушення утворення грануляційної тканини.
- Надмірне рубцювання: гіпертрофічний рубець, келоїд, десмоїд.
- Рясне гранулювання (горда плоть)[джерело?]
- Інші: дистрофічна кальцифікація, пігментні зміни, хворобливі[уточнити термін] рубці, післяопераційна грижа.

Також може зустрічатись хронічна інфекція і Виразка Маржоліна.